# إلكترونيات

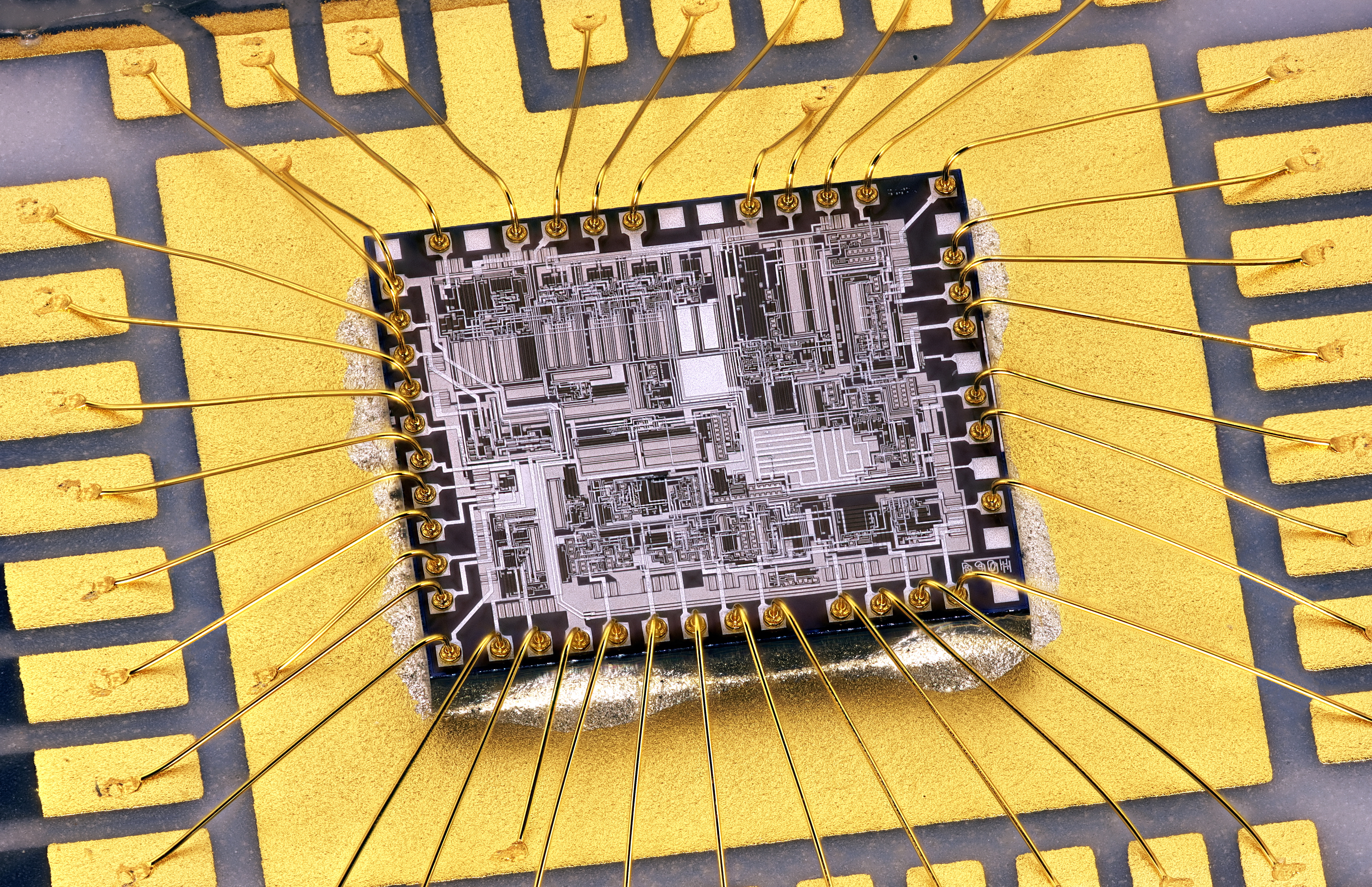
صورة لدائرة متكاملة، تحول على دوائرة إلكترونية صُغرى بطول الميكرون والنانومتر.

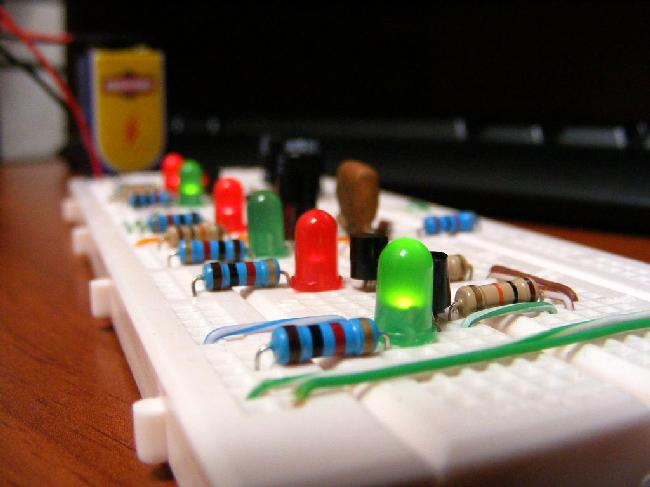
لوحة تجارب مثبت عليها دائرة إلكترونية كاملة

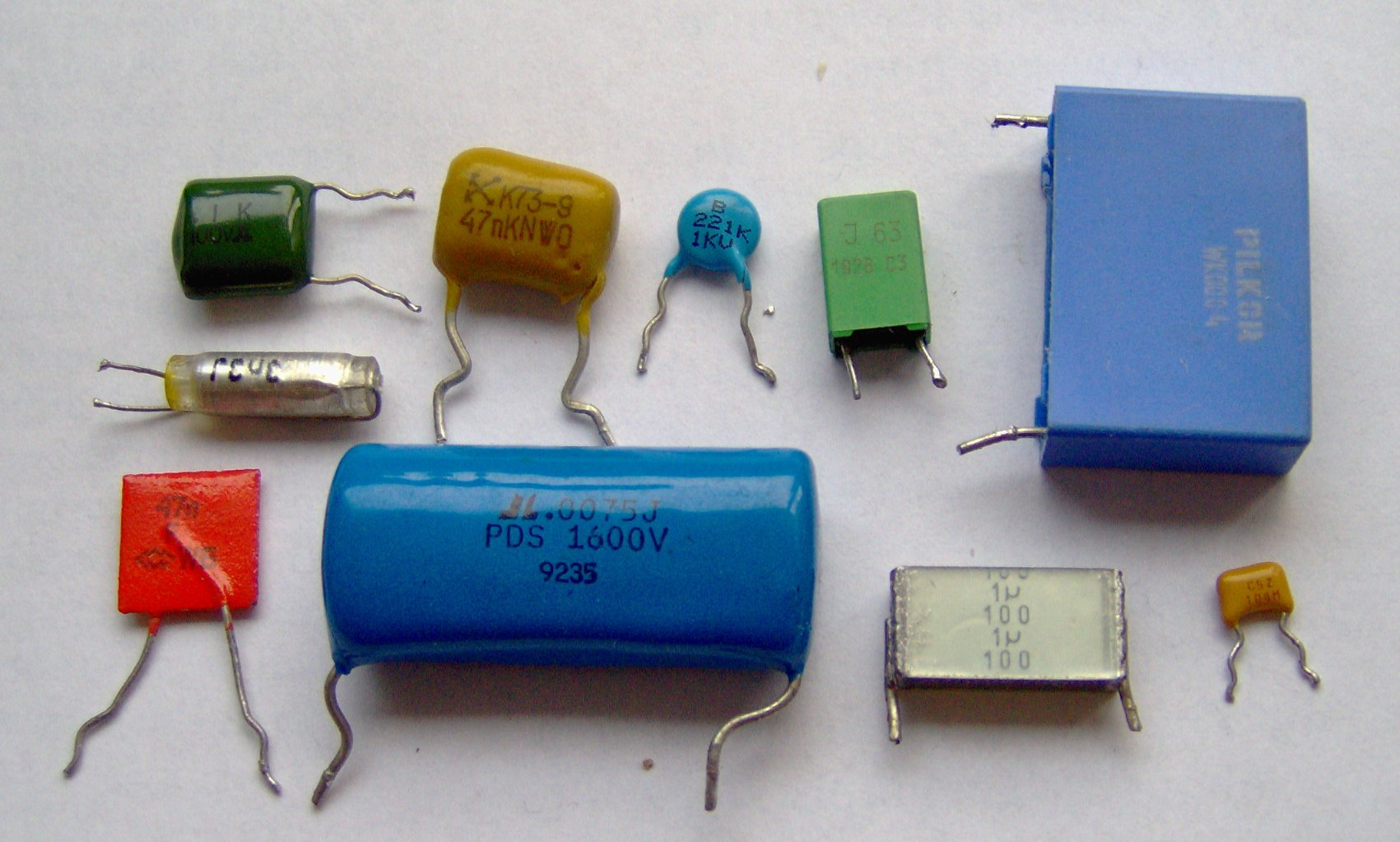
أشكال المكثف.

اَلْإِلِكْترُونِيَّات هو مجال يختص بدراسة الشحنات الكهربية (الإلكترونات المتحركة) من الموصلات اللافلزية (غالبًا ما يُطلق عليها أشباه موصلات)، في حين يشير مصطلح الكهرباء إلى تدفق الشحنات الكهربية من خلال موصلات فلزية. على سبيل المثال، يندرج تدفق الشحنات الكهربية من خلال السليكون - الذي يعد من اللافلزات - تحت إطار «الإلكترونيات» بينما يندرج تدفق الشحنات الكهربية من خلال النحاس - الذي يعد من الفلزات - تحت إطار «الكهرباء». هذا، وقد بدأ التمييز بين هذين المصطلحين لأول مرة في حوالي عام 1906 عندما اخترع «لي دي فورست» الصمام الثلاثي (ترايود). وحتى عام 1950 كان يطلق على مجال الإلكترونيات اسم «التقنيات اللاسلكية»؛ وذلك لأنه كان يُستخدم في الأساس في التصميمات والنظريات الخاصة بكل من أجهزة الإرسال وأجهزة الاستقبال اللاسلكية والصمامات المفرغة.
علاوةً على ذلك، تعتبر دراسة أشباه الموصلات والتكنولوجيا الخاصة بها أحد فروع علم الفيزياء، بينما يعد تصميم وبناء الدوائر الإلكترونية لحل المشاكل العملية أحد فروع علم هندسة الإلكترونيات. وهذا المقال يركز على الجوانب الهندسية للإلكترونيات.
في الاجهزة الحديثة أصبحت الترانزستورات تستخدم بدلا من الصمامات الالكترونية المفرغة. فمثلا الهاتف المحمول يعمل بترانزستورات صغيرة الحجم وخفيفة، لا تصلح له الصمامات المفرغة فهي كبيرة الحجم، كما أن الهاتف المحمول يعمل بمركم ذو جهد صغير أقل من 10 فولت، بينما يحتاج الصمام المفرغ إلى مصدر كهربائي بجهد 150 فولت على الأقل. من دون الترانزستورات لم يكن في وسع الإنسان الذهاب إلى القمر.

## المكونات والأجهزة الإلكترونية
إن المكونات الإلكترونية عبارة عن ترانزستورات ومكثفات ومقاومات كهربية موصولة في دارة كهربية أو دارات كهربية في نظام الإلكتروني معين لأداء وظيفة معينة، مثل نقل إشارة أو تخزين إشارة أو بث إشارة. يتم ذلك بمرور إلكترونات آتية من مصدر كهربي (مثل بطارية ) في الدارة الكهربية وتؤدي الدارة الوظيفة المنوطة بها.النظام الإلكتروني قد يكون هاتف محمول أو مذياع (راديو) أو تلفاز أو حاسوب. وعمومًا، يتم تصنيع المكونات الإلكترونية بحيث يتم توصيلها ببعضها البعض - بجعلها عادةً تلتحم بلوحة دائرة مطبوعة - بهدف إنشاء دائرة إلكترونية لها وظيفة معينة (على سبيل المثال، لصنع جهاز استقبال لاسلكي أو مضخم إلكتروني أو مولد ذبذبة). ويمكن أن توجد المكونات الإلكترونية في صورة فردية بسيطة أو في صورة مجمعة ملتحمة ببعضها البعض أكثر تعقيدًا كالتي توجد في الدوائر المتكاملة. هذا، ومن الأمثلة الشائعة للمكونات الإلكترونية المكثفات والمقاومات والصمامات الثنائية (دايود) والترانزستور وغير ذلك.

## أنواع الدوائر الإلكترونية

### دوائر تناظرية (أنالوج)

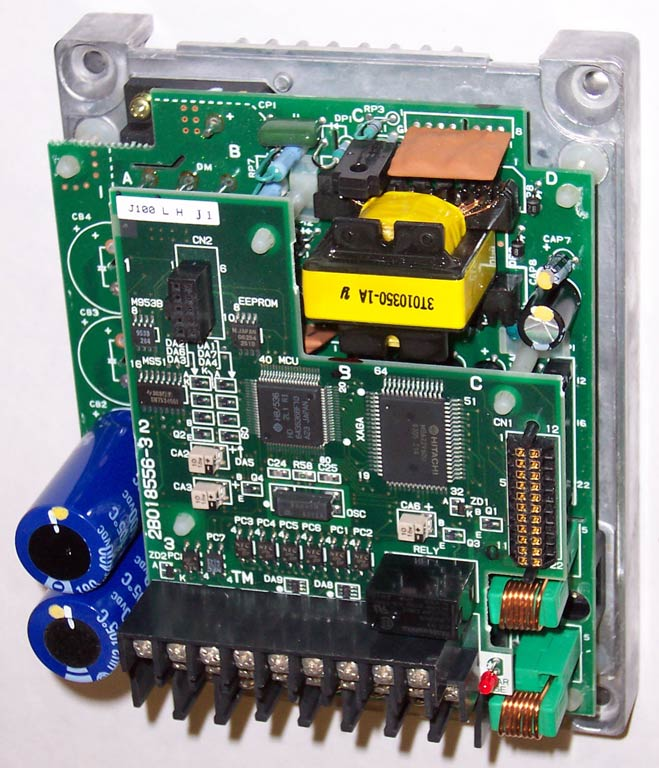
شاسيه هيتاشي J100 ذو تردد قابل للضبط

تتكون معظم الأجهزة التناظرية، مثل أجهزة الاستقبال اللاسلكية، من مجموعات من الدوائر الأساسية. وتستخدم الدوائر التناظرية مدى من الجهد الكهربي المتصل، وليس المنفصل كما هو الحال في الدوائر الرقمية.
ويعد عدد الدوائر التناظرية المختلفة التي تم تصميمها حتى الآن كبيرًا جدًا، خاصةً وأن مصطلح «الدائرة الإلكترونية» من الممكن أن يطلق على أي شيء بدءًا من المكون الواحد وحتى النظم التي تحتوي على آلاف المكونات.
في بعض الأحيان، يطلق على الدوائر التناظرية اسم «الدوائر الخطية» على الرغم من استخدام العديد من المؤثرات غير الخطية في الدوائر التناظرية مثل أجهزة الخلط والتضمين وغيرها. ومن الأمثلة الجيدة على الدوائر التناظرية الصمامات المفرغة ومضخمات الترانزستور ومضخمات التشغيل ومولدات الذبذبة.
في هذه الأيام، تُستخدم في بعض الدوائر التناظرية أحيانًا تقنيات رقمية أو حتى تقنيات المعالجات المصغرة (مايكروبروسيسور: تقنيات خاصة بالمعالجة الدقيقة) من أجل تحسين الأداء الأساسي للدائرة. وعادةً ما يطلق على هذا النوع من الدوائر اسم «الدوائر ذات الإشارة المختلطة». وفي بعض الأحيان، قد يكون من الصعب التمييز بين الدوائر الرقمية والتناظرية؛ لأنهما يحتويان على عناصر خاصة بالعمليات الخطية وغير الخطية. ويعد أحد الأمثلة على ذلك «المقارن» الذي يسحب مدى متصل من الجهد الكهربي (وهذا من خصائص الدوائر التناظرية) لكن يخرج مستوى واحد فقط من مستويين، كما هو الحال في الدوائر الرقمية الموضحة لاحقًا. وبالمثل، يمكن لمضخم الترانزستور عند تشغيله على جهد عالي بالنسبة له أن يكتسب صفات المفتاح الذي يتم التحكم فيه وبالتالي، يكون له مستويان من الخرج.

### دوائر رقمية (ديجيتال)
إن الدوائر الرقمية عبارة عن دوائر كهربية مبنية على عدد من مستويات الجهد الكهربي المنفصل. كما أنها تعتبر التطبيق العملي الأكثر شيوعًا لقواعد الجبر البووليني والأساس لكل أجهزة الكمبيوتر الرقمية. وبالنسبة لمعظم المهندسين، فإن مصطلحات «الدائرة الرقمية» و«النظام الرقمي» و«المنطق» مصطلحات تُستخدم على نحو متبادل في سياق الحديث عن الدوائر الرقمية. وبالنسبة للدوائر الرقمية فيستخدم معظمها مستويين من الجهد الكهربي يطلق عليهما «منخفض»(0)، و«عالٍ»(1). وغالبًا يكون مستوى الجهد الكهربي «منخفضًا» عندما يقترب من الصفر ويكون «عاليًا» عندما يزيد على ذلك، ويتوقف هذا الأمر على الجهد الكهربي المستخدم. وتجدر الإشارة هنا أنه تم عمل بعض نماذج أولية لأجهزة كمبيوتر تعتمد على ما يسمى بالمنطق الثلاثي الذي يحتوي على ثلاثة مستويات منطقية وليس مستويين فقط.
تتكون كل من أجهزة الكمبيوتر والساعات الإلكترونية وأجهزة التحكم المنطقية القابلة للبرمجة (التي تستخدم للتحكم في العمليات الصناعية) من دوائر رقمية. كما تعد وحدات معالجة الإشارات الرقمية مثالاً آخر على ذلك.
عناصر البناء في الأجهزة الإلكترونية:
- بوابات المنطقية
- الدوائر المجمعة (دوائر تُدمج فيها إشارتان أو أكثر لإعطاء إشارة خرج تتناسب سعتها مع مجموع سعات إشارات دخلها)
- المضاعفات الثنائية
- قلاب
- العدادات
- سجلات
- ناخب
- موزع
- مشفر
- مفك شفرة
- دائرة شميت

الأجهزة المتكاملة:
- مايكروبروسيسور (المعالج الدقيق)
- المتحكم الدقيق
- الدائرة المتكاملة محددة التطبيقات
- وحدة معالجة الإشارات الرقمية
- مصفوفات البوابات المنطقية القابلة للبرمجة

## أهمية تبديد الحرارة والتحكم فيها
يجب العمل على تبديد الحرارة المتولدة عن الدوائر الإلكترونية وتشتيتها لمنع تلف الدوائر وضمان عملها بكفاءة على المدى الطويل. لذلك، يوجد العديد من التقنيات التي يمكن استخدامها لتبديد الحرارة ومنها المشتت الحراري ومراوح التبريد وغيرها من الوسائل المستخدمة في تبريد الحاسوب مثل التبريد بالمياه. أما عن الوسائل المستخدمة في هذه التقنيات من أجل تبديد الحرارة فتتمثل في انتقال الحرارة بواسطة الحَمْل الحراري والتوصيل الحراري والإشعاع.

## الضوضاء في الدوائر الإلكترونية
تعتبر الضوضاء خاصية مصاحبة لجميع الدوائر الإلكترونية. ووفقًا لما جاء في كتاب ، فإنه يتم تعريف الضوضاء على أنها تشويش غير مرغوب فيه يغطي على الإشارة الإلكترونية المفيدة، مما يؤدي إلى تعتيم أو غموض المحتوى المعلوماتي الخاص بها. جدير بالذكر أن الضوضاء تختلف في مفهومها عن تشويه الإشارة الناتج عن الدائرة الإلكترونية.

## نظرية الإلكترونيات
تعتبر دراسة الرياضيات جزءً لا يتجزأ من دراسة الإلكترونيات. لذا، فمن أجل إتقان دراسة الإلكترونيات، لا بد من إتقان دراسة القواعد الرياضية المتعلقة بتحليل الدوائر الإلكترونية.
يقصد بتحليل الدوائر الإلكترونية دراسة طرق الحل المطلوبة لمعرفة المتغيرات المجهولة المرتبطة بالأنظمة الخطية عمومًا مثل معرفة مقدار الجهد الكهربي عند عقدة معينة أو التيار الكهربي في فرع معين من شبكة إلكترونية. ومن الأدوات التحليلية الشائع استخدامها في هذا المجال برنامج بيسبايس SPICE لمحاكاة الدوائر الإلكترونية.
من المهم أيضًا لإتقان دراسة الإلكترونيات العمل على دراسة وفهم نظرية المجال الكهرومغناطيسي.

## التصميم بمساعدة الحاسوب (CAD)
في هذه الأيام، بات لمهندسي الإلكترونيات القدرة على تصميم الدوائر الإلكترونية باستخدام مكونات جاهزة الصُنع مثل مصادر الإمداد بالطاقة وأشباه الموصلات (مثل الترانزستور) والدوائر المتكاملة. هذا وتشتمل برامج الكمبيوتر (EDA) الخاصة بأتمتة التصميم الإلكتروني على برامج الرسم التخطيطي برامج الرسم التخطيطي Schematic Capture وبرامج تصميم لوحات الدوائر المطبوعة. ومن أشهر التطبيقات والبرامج المستخدمة في مجموعة برامج EDA برنامج ملتيسم وأوركاد Cadence وORCAD وEagle PCB وSchematic وMentor (PADS PCB وLOGIC Schematic)وAltium (Protel) وLabCentre Electronics (Proteus) وغيرها من البرامج والتطبيقات الأخرى.

## أساليب توصيل المكونات الإلكترونية
لقد تم، على مدار سنوات عدة، استخدام العديد من الأساليب المختلفة من أجل توصيل المكونات الإلكترونية ببعضها البعض. على سبيل المثال، كان مهندسو الإلكترونيات في البداية يستخدمون لوحات تجارب خشبية لبناء الدوائر الإلكترونية عن طريق توصيل الأطراف النهائية للمكونات باستخدام الأسلاك. كما كان يتم توصيلها من خلال التركيب المكدس للدائرة والوصلات السلكية الالتفافية. أما الآن، فيتم استخدام لوحات الدوائر المطبوعة (المصنوعة من المادة المثبطة للهب FR4)، والدوائر المتكاملة. تجدر الإشارة إلى أنه في خلال السنوات الأخيرة تم تسليط الضوء على المخاوف المتعلقة بتجميع المكونات الإلكترونية على البيئة والصحة، وخاصة فيما يتعلق بالمنتجات الإلكترونية الموجهة إلى دول الاتحاد الأوروبي. لذلك، أصدر الاتحاد الأوروبي قوانين الحد من المواد الخطرة (RoHS) والمعدات الكهربية والإلكترونية المخلفة (WEEE)، التي دخلت في حيز التنفيذ في شهر يوليو عام 2006.

## صناعة الإلكترونيات
- مبيعات الشركات الرائدة في مجال صناعة أشباه الموصلات سنويًا

## موضوعات فرعية
- إلكترونيات تناظرية
- تصميم الدوائر الكهربية
- إلكترونيات رقمية
- الدوائر المتكاملة
- إلكترونيات دقيقة
- شبه موصلات

### فروع
- هندسة إلكترونية
- هندسة حاسوبية
- هندسة الأنظمة
- هندسة كهربائية
- كلية الهندسة الإلكترونية

### تقنيات وانظمة
- ذكاء اصطناعي
- تقنيات الحوسبة